# 周庆富
周庆富（？—），男，汉族，河南周口人，中华人民共和国政治人物。现任中国艺术研究院院长、党委副书记，全国政协提案委员会委员。第十四届全国政协委员。